# Jugendraum
Ein Jugendraum ist ein meist von gemeinnützigen Vereinen gesponserter Ort, an dem sich Jugendliche, ohne Eintritt zu zahlen, treffen können. Meist werden solche Einrichtungen von Pädagogen betreut, die den Jugendlichen auch diverse Freizeitaktivitäten anbieten.
In unbetreuten Jugendräumen sind es die Jugendlichen selbst, die vor Ort ihre Freizeit gestalten und planen sollen. Hilfestellung können sie hierbei von Trägerschaften wie der Kirche oder der Gemeinde bekommen. 
Siehe auch: Jugendzentrum.